# ماركو أوليفييري
ماركو أوليفييري (مواليد 30 يونيو 1999) هو لاعب كرة قدم إيطالي يلعب كمهاجم في نادي إمبولي على سبيل الإعارة.

## روابط خارجية
- ماركو أوليفييري على موقع الاتحاد الأوربي (الإنجليزية)
- ماركو أوليفييري على موقع قاعدة بيانات كرة القدم.إي يو (الإنجليزية)
- ماركو أوليفييري على موقع Soccerway.com (الإنجليزية)
- ماركو أوليفييري على موقع عالم كرة القدم.نت (الإنجليزية)